# Microcèbe roux
Microcebus rufus
Espèce
Statut de conservation UICN

 VU B1ab(i,iii) : Vulnérable
Statut CITES
Le Microcèbe roux (Microcebus rufus) est un petit primate (lémuriforme) endémique de Madagascar. 

## Répartition
On le trouve dans les forêts tropicales de l'Est de Madagascar où il est largement distribué.

## Description

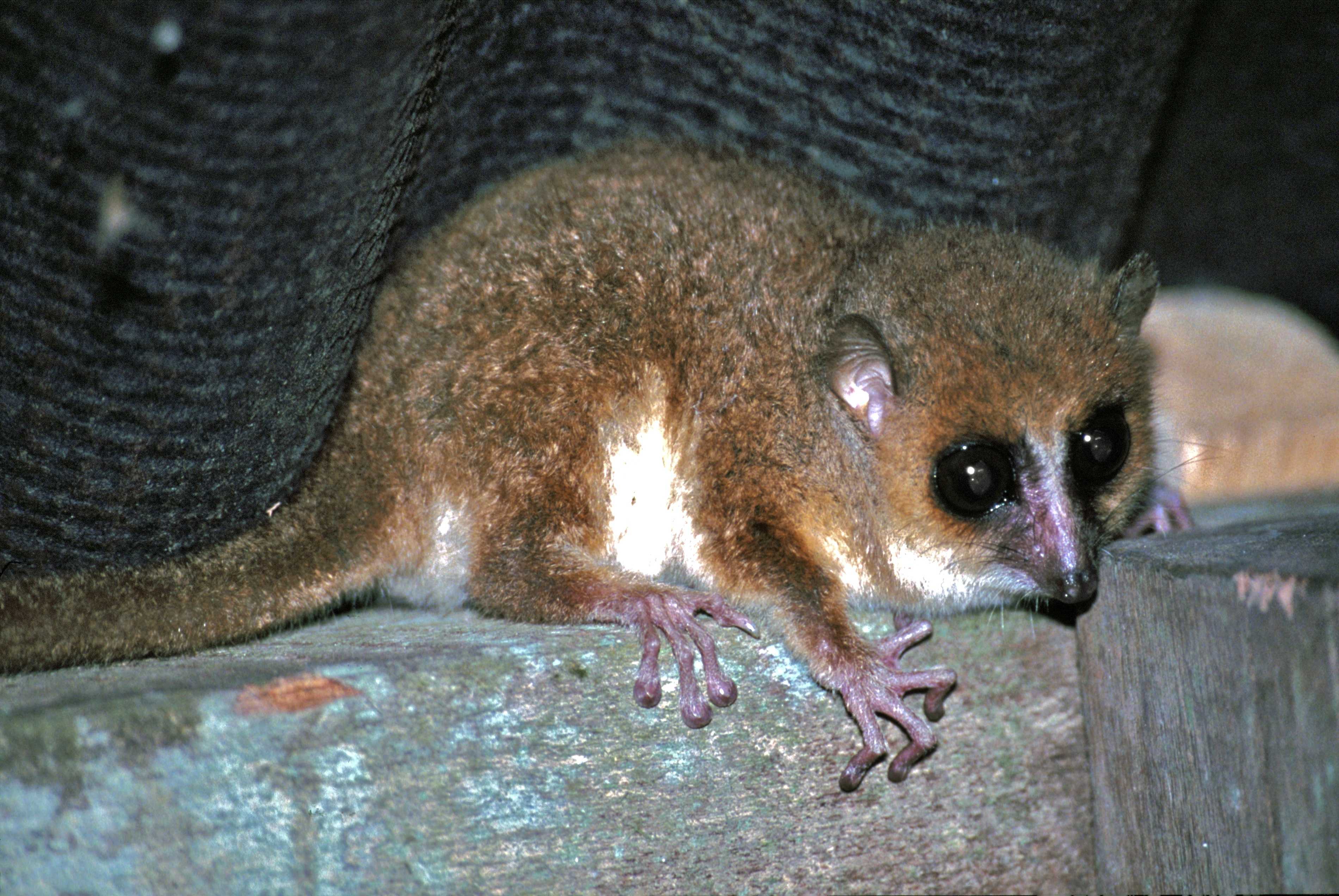
Microcèbe roux (Nosy Mangabe, Madagascar)

Sa face dorsale est brune ou brun roux, tandis que le ventre est gris clair.

## Taxinomie
Il a été initialement considéré comme une sous-espèce du Microcèbe mignon (Microcebus murinus) jusqu'en 1977, quand il a été reclassé comme espèce distincte.

## Écologie
Les Microcebus sont parmi les plus petits des primates actuels. Il a une durée de vie de 6 à 8 ans dans la nature mais il vit en moyenne 12 ans en captivité.
C'est une créature solitaire et nocturne.

## Référence
- (en) Cet article est partiellement ou en totalité issu de l’article de Wikipédia en anglais intitulé « Brown mouse lemur » (voir la liste des auteurs).